# Tổ chức Không gian Địa lý
Tổ chức Không Gian Địa lý (Open Geospatial Consortium - OGC) là một tổ chức quốc tế dựa trên các chuẩn mang tính đồng thuận theo tinh thần tự nguyện được thành lập năm 1994.
Ở OGC, có hơn 400 công ty, chính phủ, tổ chức phi lợi nhuận và tổ chức nghiên cứu thế giới đang trong quá trình nhất trí về việc khuyến khích  phát triển và thực thi các chuẩn mở cho nội dung về địa lý và các dịch vụ, dữ liệu GIS và chia sẻ dữ liệu thuộc hệ thống thông tin địa lý.

## Lịch sử
Tổ chức tiền thân là OGF, tổ chức Open GRASS Foundation, thành lập năm 1992.
Từ năm 1994 đến năm 2004, tổ chức sử dụng tên chính thức là Open GIS Corsortium (OGC).
Trang web của OGC mô tả rất chi tiết về lịch sử của công ty.

## Các tiêu chuẩn
Hầu hết các chuẩn OGC dựa trên kiến trúc đóng gói chung trong tập tài liệu thu thập gọi là "Đặc tả trừu tượng" (Abstract Specification), mô tả các mô hình mẫu cho thể hiện các tính năng địa lý.
Thông tin chi tiết tham khảo tại: http://www.opengeospatial.org/standards

Mối quan hệ giữa mô hình máy khách/chủ và các giao thức OGC

Các chuẩn OGC xây dựng và phát triển có liên quan đến hơn 30 chuẩn:
- CSW - Dịch vụ Danh mục cho Web: truy cập thông tin danh mục
- GML - Ngôn ngữ Đánh dấu Bản đồ: XML- định dạng cho thông tin địa lý
- GeoXACML - Geospatial eXtensible Access Control Markup Language (tính đến  năm  2009 đang trong quá trình tiêu chuẩn hóa)
- KML - Keyhole Ngôn ngữ Đánh dấu: XML- dựa trên lược đồ ngôn ngữ cho diễn đạt chú thích địa lý và trực quan hóa dựa trên nền Web (hoặc trong tương lai), bản đồ 2 chiều và trình duyệt Trái Đất 3 chiều
- Observations and Measurements
- OGC Reference Model - tập tham khảo đầy đủ reference models
- OWS - Dịch vụ chung OGC trên Web
- SOS - Sensor Observation Service[4]
- SPS - Sensor Planning Service[5]
- SensorML - Ngôn ngữ mô hình cảm biến
- SFS - Các tính năng đơn giản - SQL
- Styled Layer Descriptor (SLD)
- WCS - Web Coverage Service: cung cấp coverage objects từ vùng đặc tả
- WFS - Web Feature Service: dành cho truy xuất và phát sinh các tính năng mô tả
- WMS - Web Map Service: cung cấp hình ảnh bản đồ
- WMTS - Web Map Tile Service: cung cấp tiêu đề hình ảnh bản đồ
- WPS - Web Processing Service: kết nối từ xa tiến trình web

Thiết kế của các chuẩn có nguồn gốc từ việc phát triển các dịch vụ web trên HTTP cho dựa trên thông điệp tương tác trên nền các hệ thống web.

## Cấu trúc tổ chức
Tổ chức OGC chia làm 3 đơn vị chính:
1. Bộ phận Kỹ thuật (the Specification program)
2. Bộ phận Khả năng Cộng tác (the Interoperability Program)
3. Bộ phận Tiếp cận và Đề nghị Cộng đồng (Outreach and Community Adoption)

## Chương trình hợp tác
Tổ chức OGC có mối quan hệ thân thiết với ISO/TC 211 (Geographic Information/Geomatics). Các khối lượng công việc từ loạt ISO 19100 được phát triển bởi Ủy ban này dần dần thay thế các đặc tả mang tính trừu tượng của OGC. Hơn nữa, các chuẩn OGC như Dịch vụ bản đồ Web (Web Map Service), GML, Dịch vụ lợi ích Web (Web Feature Service), Các Khảo sát và Đo lường (Observations and Measurements), và Simple Features Access đã trở thành chuẩn của ISO. 
Tổ chức OGC liên kết với hơn 20 đoàn thể quốc tế bao gồm W3C, OASIS, WfMC, và IETF. 